# Tabu Records 10 års jubilæum
Tabu Records 10 års jubilæum er et opsamlingsalbum med kendte og ukendte numre fra diverse danske kunstnere tilknyttet pladeselskabet Tabu Records. Det indeholder både tidligere udgivet materiale og nyt materiale, lavet specielt til dette album. Det blev udgivet i 2009.

## Spor

### CD1
1. "Tabu Kumpaner" (af Suspekt)
2. "Kinky Fætter" (af Suspekt)
3. "Told her I'm from Compton" (af The Floor is Made of Lava)
4. "Selvgjort Velgjort" (af Marwan)
5. "Hvem er en kælling?" (af Suspekt feat. L.O.C.)
6. "We Are Not Your Friends" (af VETO)
7. "Amore Infilice" (af Suspekt)
8. "Ikk' Bare Et Par Sko" (af Jeppe Rapp feat. Troo.L.S.)
9. "Sten i Hans Hånd" (af Marwan)
10. "Rolig Rolig" (af Troo.L.S. & Orgi-E feat. Jooks & Tue Track)
11. "You Need Paths To Draw Maps" (af I Know That You Know)
12. "Slug og Smut" (af Suspekt & L.O.C.)
13. "Proletar" (af Suspekt)
14. "You Are A Knife" (af VETO)
15. "Rigtig" (af Jeppe Rapp feat. Troo.L.S.)
16. "Fuck't Up og Misforstået" (af Suspekt feat. U$O)
17. "Inden Det For Sent" (af Troo.L.S. & Orgi-E)
18. "Do Your Sister" (af The Floor is Made of Lava)
19. "Fuck Af" (af Suspekt)

### CD2
1. "Først var de bange" (af Suspekt)
2. "Prøver at holde mig nede" (af Marwan, L.O.C. & Juju)
3. "Heffer Check" (af Troo.L.S. & Orgi-E)
4. "20"" (af Jeppe Rapp)
5. "Det' i mit blod" (af Marwan)
6. "Alle rappers" (af JO:EL)
7. "Uskyldige børn" (af Troo.L.S., Klamfyr & Bai-D)
8. "Pik Lang" (af Lounge Brothers)
9. "Trussel for samfund" (af Marwan & Klamfyr)
10. "Alle mand på Dex" (af Marwan, L.O.C., Klamfyr & Bai-D)
11. "Kinky Fætter (Jeg Sidder Kinky Fast Remix)" (af Suspekt & Mikael Simpson)